# شهدا (یزد)
شهدا (یزد)، روستایی از توابع بخش مرکزی شهرستان یزد در استان یزد ایران است.

## جمعیت
این روستا در دهستان فهرج قرار دارد و براساس سرشماری مرکز آمار ایران در سال ۱۳۸۵، جمعیت آن ۶۰ نفر (۱۳خانوار) بوده‌است.